# Келеберда Панас Дмитрович
Пана́с (Охтана́сь) Дми́трович Келеберда (лютий 1888, с. Вереміївка, Золотоніський повіт, Полтавська губернія (зараз Чорнобаївський район Черкаської області) — ? серпень 1920) — військовий діяч часів УНР, отаман Вереміївської козацької сотні.

## Життєпис
У дорослому віці мав кремезну статуру і велику силу — ламав підкови. У 1912 році був зарахований на військову службу до Чорноморського флоту. Служив спочатку в Одесі, був учасником революційних подій 1917 року. Став прототипом «негативного» літературного образу — боцмана-українця Кобзи в драмі комуністичного драматурга Олександра Корнійчука «Загибель ескадри».
Після загибелі ескадри повернувся до рідного села. Наприкінці 1918 року організував у селі загін, який спочатку виступав під радянськими гаслами, так як більшовики на той час були союзниками Директорії, яка закликала до повстання проти Української Держави Гетьмана Павла Скоропадського. Після того як більшовики почали стали воювати з УНР, Панас Келеберда став боротися проти радянської влади.
Загін був перетворений на вереміївську козацьку сотню, яка підпорядковувалася Холодноярській республіці. Сотня спочатку боролася з більшовиками на Лівобережжі: в районі міст Золотоноші, Лубен і Хорола.
Осінню 1919 року Келеберда перебрався на Правобережну Україну, де у складі Середньодніпровської групи Костя Степового-Пестушка командував загоном, який мав 1000 козаків, 5 кулеметів. Бойові дії відбувалися в районі Черкас, Чигирина, Кременчука, Олександрії, станції Бобринська і Знам'янка, Чорного лісу.
У 1920 році загін Келеберди, що нараховував 300—400 козаків діяв у Золотонішському, Кременчуцькому та Хорольському повітах. Відділи ЧК у цьому районі вважали його найсильнішим. Чекістам вдалося підіслати свого агента до загону повстанців. Завдяки йому наприкінці серпня 1920 року загін потрапив у засідку під хутором Гузичі — між селами Вереміївка і Жовнине. Панас Келеберда був поранений. Сотня разом з пораненим отаманом вирвалася з оточення.
Після цього бою вважали, що Келеберда помер і був похований. Але у декількох могилах, у яких він нібито був похований, тіла не знайшли.

## Вшанування пам'яті
26 липня 2024 року у місті Хорол вулицю Островського перейменували на вулицю Панаса Келеберди.